# Lady Godiva (film fra 1911)
|  | For andre betydninger, se Lady Godiva (flertydig) |
Lady Godiva er en amerikansk stumfilm fra 1911 instrueret af J. Stuart Blackton.
Filmen er baseret på legenden om den angel-saksiske adelskvinde Lady Godiva, der levede i England i midten af 1000-tallet og red nøgen, kun dækket af sit lange hår, gennem Coventry byen i protest mod de skatter, som hendes mand havde udskrevet til byens indbyggere.
Filmen blev markedsført med vægt på det sensationelle aspekt i historien, nøgenhed, men Julia Swayne Gordon, der spillede rollen som Lady Godiva, var fuldt påklædt under indspilningerne og scenerne optaget, så det ikke blev vist noget, der ikke kunne gå gennem censuren. I en enkelt scen kan man dog se hendes bare ryg, da hun stiger at hesten.
Filmen blev en stor succes, også blandt kritikere. Filmen trak fulde huse i byer i USA.

## Medvirkende
- Julia Swayne Gordon som Lady Godiva
- Robert Gaillard som Jarl Leofric
- Kate Price
- Harry Ward
- Stanley Dunn